# Leccionario 2
El Leccionario 2 (designado por la sigla ℓ 2 en la clasificación de Gregory-Aland) es un antiguo manuscrito del Nuevo Testamento, paleograficamente fechado del siglo X d. C. y fue escrito en griego.
Son un total de 257 hojas de 28,6 x 21,8 cm. El texto está escrito en dos columnas, con entre 18 líneas por columna. Este codex contienen lecciones de los evangelios, pero con algunas lagunas.
Actualmente se encuentra en la Biblioteca Nacional de Francia (Gr. 280).
El texto griego de este códice es una representación del tipo textual bizantino.